# Xã Fragrant Hill, Quận Dickinson, Kansas
Xã Fragrant Hill (tiếng Anh: Fragrant Hill Township) là một xã thuộc quận Dickinson, tiểu bang Kansas, Hoa Kỳ. Năm 2010, dân số của xã này là 289 người.